# Élie Courtonne
Élie Courtonne, né le 2 février 1806, Rouen où il est mort le 9 septembre 1887, est un architecte français du XIXe siècle.

## Biographie
François Élie Courtonne naît à Rouen, fils de François Ansbert († 1841) et de Françoise Susanne de L'Espault († 1840).
Il épouse le 20 juin 1843 à Rouen Elise Louise Petit (1822-1912). Ils ont une fille Louise Marie (1845-1850). Ils vivent au no 60 rampe Bouvreuil.
Idéolinguiste, il est l'auteur d'une langue internationale néo-latine. 
Il est administrateur de l'église Saint-Gervais de Rouen et membre de l'Académie de Rouen où il est reçu comme correspondant le 26 novembre 1886.
Il meurt à son domicile au no 100 rampe Bouvreuil à Rouen le 29 septembre 1887 et est inhumé au cimetière de Bonsecours.

## Principales réalisations
- reconstruction de la tour de l'église Saint-Nicolas de Rouen à Cottévrard - 1843
- restauration du clocher de l'église Saint-Nicolas de Pont-Saint-Pierre - 1846

## Ouvrage
- Langue internationale néo-latine ou langage auxiliaire simplifié, Librairie Visconti, Nice, 1885, 370 p.